# 元洪威
元洪威（？—？），河南郡洛阳县（今河南省洛阳市东）人，追尊魏平文帝拓跋郁律后裔，太原郡公元大曹堂兄的儿子，北魏宗室、官员。

## 生平
元洪威的堂叔元大曹去世时没有儿子，封国被撤除，魏宣武帝元恪以元洪威继承元大曹的爵位。元洪威恭敬谦虚喜欢学习，出任颍川郡太守，有政绩。魏孝静帝元善见初年，前任颍川郡太守元洪威与崔彦穆等人聚集部众响应西魏，进攻颍川郡，杀死颍州刺史李景遗。赵继宗杀死颍川郡太守邵招，自称豫州刺史，呼应元洪威，高欢派遣将领将讨伐，平定了元洪威。